# Літературно-меморіальний музей Богдана Лепкого
Музей Богдана Лепкого — літературно-меморіальний музейний заклад у місті Бережани Тернопільської області. Відкритий 27 серпня 1995.

## Фундатори
Фундаторами музею є доктор Роман Смик (США), його син Роман, сестра Стефанія з чоловіком о. Володимир Тарнавським, племінник Б. Лепкого Сильвестр Ремеза, добродії Н. Головата та Ярослава Шафранюк-Завадович (Канада).

## Історія
Створений як відділ Тернопільського обласного краєзнавчого музею, від 2002 р. — самостійний музей, від 2003  р.— обласний комунальний заклад. Експозиція розміщена у 6-ти залах першого поверху Бережанської ратуші. 
1 зала - дитинство митця Б. Лепкого;
2 зала - про Бережани та бережанський період життя;
3 зала - присвячена польському періоду життя (1899 - 1914, 1926 - 1941 р.р.);
4 зала - висвітлюють події 1915 - 1925 р.р.;
5 зала - представлено 56 оригінальних малярських робіт художника;
6 зала - "Повернення Б. Лепкого в Україну"
Щорічно музей відвідує близько 10 тис. осіб.

## Діяльність
Музей пропагує творчість Богдана Лепкого через проведення уроків літератури, вечорів, зустрічей із письменниками, лауреатами премії імені Братів Лепких, наукових конференцій, поетично-пісенних фестивалів, книжково-ілюстративних виставок. Фондами музею користуються для написання наукових робіт.
Неоціненними скарбами музею є його експонати, особливо прижиттєві раритетні видання творів письменника. На сьогодні загальний музейний фонд нараховує більше трьох тисяч предметів: з них 236 —рідкісна книга (прижиттєві видання).
Основну частину раритетних видань, як і інші архівні матеріали, передав музеєві д-р Р. Смик (США):  
«Стрічки» (Львів, 1901); 
«Листки падуть» (Львів, 1902); 
«Осінь» (Коломия, 1902); 
«На чужині» (Львів, 1904); 
«З глибин душі» (Львів, 1905); 
«Над рікою» (Львів, 1905); 
«Поезіє, розрадо одинока» (Львів, 1908); 
«Для ідеї» (Львів, 1911); 
«Вибір віршів» (Вецляр, 1921); 
«Сльота» (Львів - Київ, 1926); 
«З села» (Чернівці, 1898); 
«З життя» (Львів, 1899); 
«В глухім куті» (Львів, 1903); 
«Нова збірка» (Львів, 1930); 
«Кара та інші оповідання» (Львів, 1905); 
«Кидаю слова» (Чернівці/1911); 
«Під тихий вечір» (Кйїв Ляйпціг, 1923); 
«Сотниківна» (Львів, 1927); 
«Зірка» (Львів, 1929); 
«Вадим» (Львів, 1930); 
«Веселка щд пустирем» (Львів, 1929); 
«Крутіж» (Краків, 1941); 
«Казка мойого життя. Крегулець» (Львів, 1936); 
«Казка мойого життя. До Зарваниці» (Львів, 1938);
«Три портрети» (Львів, 1937); 
«Мотря» (Київ — Ляйпціг, 1926); 
«Не вбивай» (Київ — Ляйпціг, 1926); 
«Батурин» (Київ — Ляйпціг, 1927); 
«Полтава. І-ІІ томи» (Львів, 1928-1929); 
«Писання. Том І. Вірші» (Київ — Ляйпціг, 1922); 
«Писання. Том II. Проза» (Київ — Ляйпціг, 1922).

### Видання
Працівники закладу займаються видавничою діяльністю. Серед видань:
- буклет «Великий син Золотого Поділля» (1996),
- збірник «Богдан Лепкий. Присвяти Василеві Стефаникові» (1997),
- антологія «Високе небо Богдана Лепкого» (2001),
- збірник творів Богдана Лепкого для дітей «Цвіт споминів» (2002),
- бібліографічні покажчики,
- літературно-мистецький альманах «Жайвір»,
- численні дослідницькі праці у збірниках, щорічні календарики.